# Piper manabinum
Piper manabinum är en pepparväxtart som beskrevs av C. Dc.. Piper manabinum ingår i släktet Piper och familjen pepparväxter. Inga underarter finns listade i Catalogue of Life.